# خريستو يوفوف
خريستو يوفوف (بالبلغارية: Христо Йовов)‏ (4 نوفمبر 1977 في بلغاريا - ) هو لاعب كرة قدم بلغاري في مركز الهجوم. شارك مع منتخب بلغاريا لكرة القدم. أما مع النوادي، فقد لعب مع أبولون ليماسول وأريس ليماسول وليفسكي صوفيا وميونخ 1860 ونادي لوكوموتيف صوفيا ونادي ليتكس لوفتش وLiaoning F.C. ‏.

## وصلات خارجية
- خريستو يوفوف على موقع الاتحاد الدولي (مؤرشف)  (الإنجليزية)
- خريستو يوفوف على موقع الاتحاد الأوربي (الإنجليزية)
- خريستو يوفوف على موقع قاعدة بيانات كرة القدم.إي يو (الإنجليزية)
- خريستو يوفوف على موقع ناشيونال فوتبول تيمز (الإنجليزية)
- خريستو يوفوف على موقع Soccerway.com (الإنجليزية)
- خريستو يوفوف على موقع عالم كرة القدم.نت (الإنجليزية)